# Petter Florus Malkolm Skantz
Petter Florus Malkolm Skantz född 30 april 1862 i Halmstad, död 28 december 1930 i Helsingborg, var en svensk ritlärare och målare.
Han var son till målaren Abraham Skantz och Beata Christina Holmgren och gift första gången 1891 med Tina Andersson och andra gången från 1906 med Beda Emilia Svensson. Skantz utbildade sig först till yrkesmålare innan han 1891 avlade teckningslärarexamen vid Tekniska skolan i Stockholm. Han anställdes som teckningslärare vid högre allmänna läroverket i Helsingborg 1894 och som lärare i dekorationsmålning vid Helsingborgs Tekniska yrkesskola. Han medverkade i ett flertal lokala utställningar samt i Halmstadsutställningen 1929.